# Grand Combin (masyw)

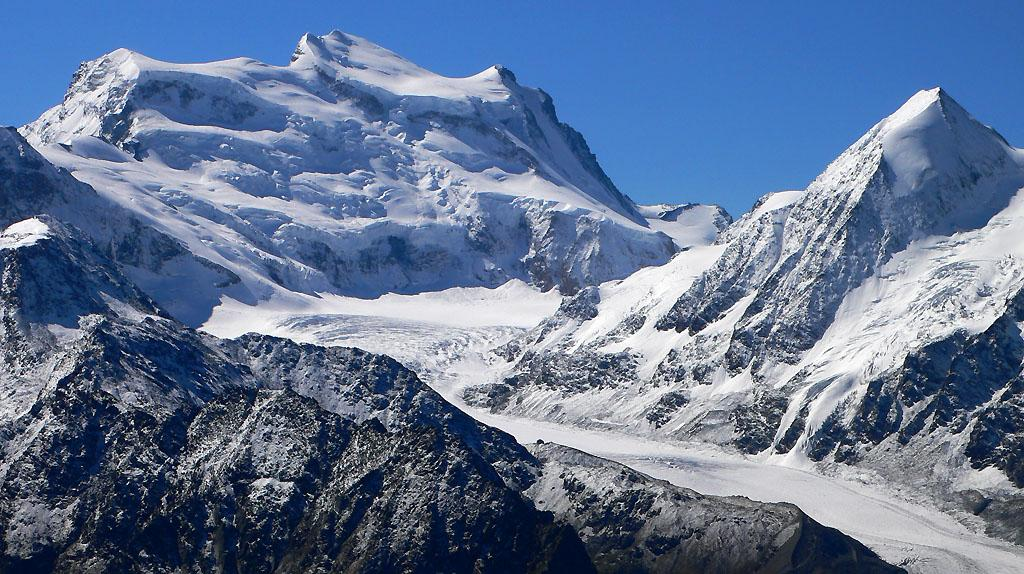
Na prawo szczyt Combin de Corbassière

Grand Combin – duży masyw górski w Alpach Pennińskich. Leży na granicy między Włochami (region Dolina Aosty) a Szwajcarią (kanton Valais) oraz między dolinami Val d’Entremont i Val de Bagnes w Szwajcarii.  
Centralna część masywu znajduje się na północ od grzbietu głównego Alp Pennińskich. Są to szczyty Grand Combin de Grafeneire (4314 m), Combin de Valsorey (4184 m), Grand Combin de la Tsessette (4135 m) i Combin de Meitin (3622 m). Odchodzą od nich na północ dwa prawie równoległe grzbiety oddzielające dolinę Val d’Entremont od doliny Val de Bagnes.  Najwyższymi szczytami wschodniego grzbietu jest Tournelon Blanc (3700 m), Bec de la Lya (3454 m), Tavé des Chasseurs (3165 m) i Grand Tavé (3158 m), a zachodniego Combin de Corbassière (3716 m), Petit Combin (3663 m) i Combin de Boveire (3663 m). Między tymi grzbietami znajduje się duży lodowiec Glacier de Corbassière oraz trzy mniejsze: Glacier de Boveire, Glacier de Petit Combin i Glacier des Foliats.  
Na południe od centralnej części masywu odchodzi grań dochodząca do grzbietu głównego Alp Pennińskich. Na zachód grzbiet dochodzi do przełęczy Col de Valsorey (3106 m), za którą znajduje się masyw Mont Velàn, a na wschód ciągnie się grzbiet m.in. ze szczytami Grande Tête de By (3588 m), Tête Blanche de By (3413 m) i Mont Avril (3347 m) dochodzący do przełęczy Fenêtre de Durand (2797 m). Za nią znajduje się masyw Mont Gelé.
Między centralną częścią masywu a głównym grzbietem Alp Pennińskich znajdują się lodowce Glacier du Sonadon i Glacier du Mont Durand.